# Hyperusia soror
Hyperusia soror är en tvåvingeart som beskrevs av Mario Bezzi 1921. Hyperusia soror ingår i släktet Hyperusia och familjen svävflugor.
Artens utbredningsområde är Namibia. Inga underarter finns listade i Catalogue of Life.